# إدوين توريس
إدوين توريس (بالإنجليزية: Edwin Torres)‏ هو كاتب وكاتب سيناريو وقاضي أمريكي، ولد في 7 يناير 1931 في مانهاتن في الولايات المتحدة.

## وصلات خارجية
- إدوين توريس على موقع IMDb (الإنجليزية)
- إدوين توريس على موقع أول موفي (الإنجليزية)
- إدوين توريس على موقع قاعدة بيانات الفيلم (الإنجليزية)